# Jath

bandera

Jath fou un estat tributari protegit de l'Índia, a l'agència de Satara i la successora agència de Bijapur, presidència de Bombai, amb una superfície de 2.890 km² el 1881 (després mesurat a 2.538 km²) i una població de 49.486 habitants (1881) amb un descens de 14.514 persones des de 1872; dels habitants, 46.400 eren hindís, i 2800 musulmans. La població el 1931 era de 91.202 habitants. En total hi havia 110 pobles. La terra era pobre a l'oest però al centre, regat pel riu Bor, era rica encara que poc explotada. La policia la formaven 64 homes. El sobirà era un maratha hindú de la casta kshattriya, clan Dafle, amb títols de deshmukh i jagirdar de Jath; era un sardar (noble) de primera classe al Dècan i gaudia de sanad d'adopció, seguint la successsió el principi de primogenitura. Diverses administracions temporals britànics el van convertir en un estat relativament prosper. Va emetre diversos tipus de segells del 1908 al 1945, que inclouen l'escut de l'estat i el rostre del sobirà. El tribut era de 640 lliures per any (a canvi d'un servei de 50 soldats) i un altre (deshmukh) de 484 lliures, pagant també 95 lliures al jagirdar d'Aundh. El 8 de març de 1948 es va unir a l'Índia.
La capital era Jath, avui una ciutat i municipalitat de situada a 17° 03′ N, 75° 16′ E / 17.050°N,75.267°E a 148 km al sud-est de Satara, al districte de Sangli (el tehsil o taluka més oriental), amb una població el 1901 de 5.404 habitants i el 2001 de 42.000.

## Bandera
Rectangular de color safrà i al cantó una estrella de quatre puntes, blanca.

## Llista de sobirans
- Satvaji Rao 1686-1706
- Yesu Bai "Au Sahib" (reina) 1706-1754
- Yeshwant Rao 1754 - 1759
- Amrit Rao I 1759 - 1790
- Khanji Rao 1790 - 1810
- Renuka Bai (reina, primera vídua) 1810 - 1822
- Sali Bai (reina, segona vídua) 1822-1823
- Ram Rao I Narayan Rao "Aba Sahib Daphle" 1823 - 1841
- Amrit Rao II "Rao Sahib Daphle" 1841 - 1892 (sota administració britànica 1874-1885) (+11 de gener de 1892.
  - Bhagirathi Bai (reina regent) 1841-1846 (+ 29 de juliol de 1846)
- Ram Rao II Amrit Rao "Aba Sahib Daphle" 1892-1928
  - Lakshmi Bai Raje Sahib Daphle (reina regent) 1892-1897 (+28 de març de 1897)
- Vijayasingh Rao Ram Rao "Baba Sahib Daphle" 1928-1936
- Vijayasingh Rao Ram Rao "Baba Sahib Daphle" 1936-1948